# Тепловка (Ульяновская область)
Тёпловка (бывшее село Тёплый Стан) — село в Николаевском районе Ульяновской области. В составе Головинского сельского поселения.

## География
Село расположено на реке Сызранка в 18 км к северо-востоку от районного центра — посёлка Николаевка.

## Название
По старинным преданиям: "…на том месте, где в настоящее время расположено село Тёпловка (Тёплый Стан), когда-то были непроходимые леса и болота; леса служили хорошим притоном для разбойников, которым, вследствие того, что здесь пролегала большая дорога, жилось весьма хорошо — «тепло», отчего и название село получило «Тёплый Стан».

## История
Образовалось поселение в начале XIX века, когда около 1800 года помещик А. П. Бестужев переселил из соседнего села Головино своих крестьян.
В 1859 году сельцо Тёплый Стан относилось ко 2-му стану Сызранского уезда Симбирской губернии, в которой была суконная фабрика.
В 1863 году, землевладельцем Людвигом Дроздовским, в память о своей жене Марии Петровны (Ивашевой) (1815—1862), был построен деревянный храм, в 1899 году перестроили: поставили новую колокольню и увеличили высоту храма. Престол во имя св. равноапостольной Марии Магдалины.
К концу XIX — нач. XX веков относится устройство в усадьбе промышленных заведений: винокуренного завода и суконной фабрики.
В 1900-х г. Тёпловскую суконную фабрику Бестужевых арендовали Сызранские купцы Аникеевы, содержавшие 600—800 рабочих. В 1917 г. все заводские постройки были уничтожены пожаром. В с. Тёпловка сохранился лишь господский дом и деревянная приходская церковь Марии Магдалины, сооруженная в 1863 году, а также частично здание пароводяной мельницы и здание главного корпуса винокуренного завода Бестужевых.
Церковно-приходская школа была открыта в 1898 году.
В 1913 году здесь было 219 домохозяйств, 970 жителей, деревянная церковь, церковно-приходская школа, суконная фабрика купца А. А. Агишева и винокуренный завод.
В советский период времени в усадьбе Бестужевых располагалась школа, после постройки новой школы в 2000 г. данное здание не используется.

## Население
- В 1859 году в 95 дворах жило 340 муж. и 349 жен.[3];
- В 1900 году в с. Тёплом Стане в 168 дворах жило 450 м. и 519 ж.[5];
- В 1913 году здесь было 219 дворов, 970 жителей[2].

## Достопримечательности
- «Дом жилой загородной усадьбы дворян Бестужевых» (Тёпловка (усадьба))[6][7][8][9][10][11][12];
- «Здание конного двора (манежа)»;
- «Церковь Марии Магдалины (православный приходской храм)»;
- «Здание главного корпуса Тёпловского винокуренного завода дворян Бестужевых»;
- «Здание пароводяной мельницы» — все эти объекты Распоряжением Главы администрации Ульяновской области от 29 июля 1999 года № 959-р приняты на государственный учёт как выявленные памятники истории и культуры[2].

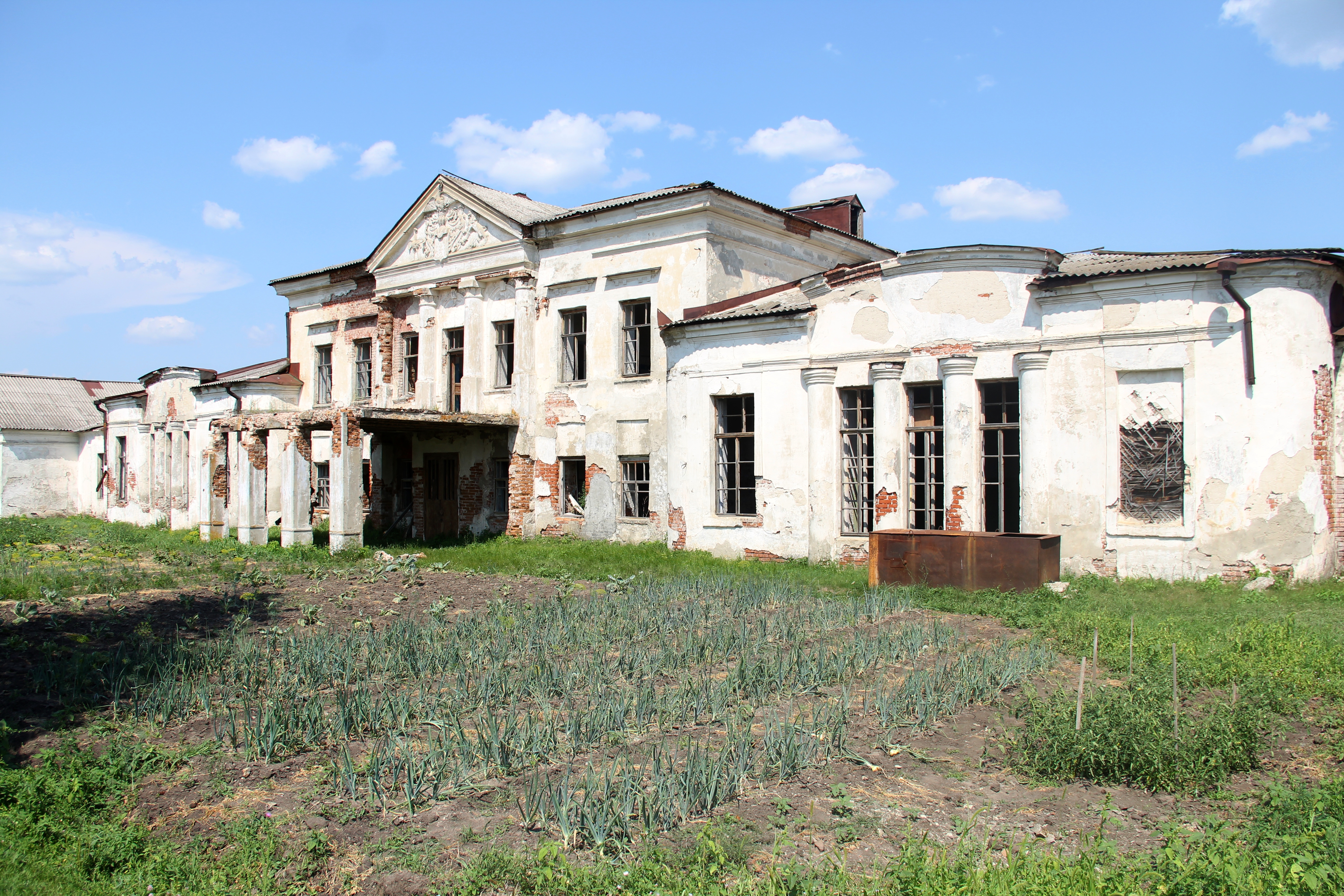
Усадьба Бестужевых в Тёпловке.